# Seseli arenarium
Seseli arenarium är en flockblommig växtart som beskrevs av Friedrich August Marschall von Bieberstein. Seseli arenarium ingår i släktet säfferötter, och familjen flockblommiga växter. Inga underarter finns listade i Catalogue of Life.